# Ньюарк (Меріленд)
Ньюарк (англ. Newark) — переписна місцевість (CDP) в США, в окрузі Вустер штату Меріленд. Населення — 401 особа (2020).

## Географія
Ньюарк розташований за координатами 38°16′5″ пн. ш. 75°17′20″ зх. д. / 38.26806° пн. ш. 75.28889° зх. д. (38.268115, -75.288795).  За даними Бюро перепису населення США в 2010 році переписна місцевість мала площу 24,66 км², з яких 24,62 км² — суходіл та 0,04 км² — водойми.

## Демографія
Згідно з переписом 2010 року, у переписній місцевості мешкало 336 осіб у 136 домогосподарствах у складі 98 родин. Густота населення становила 14 особи/км².  Було 165 помешкань (7/км²).
Расовий склад населення:
| - 83,6 % — білих - 14,9 % — чорних або афроамериканців |

До двох чи більше рас належало 1,5 %. Частка іспаномовних становила 0,3 % від усіх жителів.
За віковим діапазоном населення розподілялося таким чином: 18,7 % — особи молодші 18 років, 66,4 % — особи у віці 18—64 років, 14,9 % — особи у віці 65 років та старші. Медіана віку мешканця становила 47,0 року. На 100 осіб жіночої статі у переписній місцевості припадало 103,6 чоловіків;  на 100 жінок у віці від 18 років та старших — 93,6 чоловіків також старших 18 років.
Середній дохід на одне домашнє господарство  становив 66 940 доларів США (медіана — 71 667), а середній дохід на одну сім'ю — 84 546 доларів (медіана — 78 864). За межею бідності перебувало 2,7 % осіб, у тому числі 0,0 % дітей у віці до 18 років та 17,3 % осіб у віці 65 років та старших.
Цивільне працевлаштоване населення становило 132 особи. Основні галузі зайнятості: освіта, охорона здоров'я та соціальна допомога — 22,0 %, будівництво — 21,2 %, мистецтво, розваги та відпочинок — 17,4 %.